# Alliance française en Chine
Pour des articles plus généraux, voir Alliance française et Français en Chine.
L'Alliance française en Chine est le réseau chinois de l'Alliance française.

## Histoire
L'Alliance française (法语联盟) en Chine existe depuis le début du XXe siècle, avec la création de comités à Pékin, Shanghai, Canton et Tianjin (Tientsin), puis à Fuzhou (Foutcheou) et à Qingdao (Tsingtao).
Cependant, à la fin des années 1940, les circonstances politiques intérieures et internationales font que les Alliances françaises disparaissent progressivement du territoire continental de la république populaire de Chine.
L'Alliance française d'Hong Kong est fondée en 1953 et connaît rapidement un réel succès. Par la suite, l'Alliance française de Macao est créée en 1987. L'Alliance française de Taïwan dispose quant à elle de deux centres à Taipei et Kaohsiung.
À partir de 1989, les autorités chinoises décident d'encourager l'ouverture de l'éducation et de la formation à une coopération avec les pays étrangers. La création des Alliances françaises reprend, en commençant par Canton en 1989, puis Shanghaï (1993), Pékin (1996) et Wuhan (2000). En 2019, l'ouverture de l'Alliance française de Zhengzhou (Henan) porte à seize le nombre des Alliances françaises en Chine.

## Organisation
Depuis 2000, le réseau a poursuivi sa croissance, facilitée par la nomination auprès de l'ambassade de France à Pékin d'un délégué général représentant la Fondation des Alliances françaises en Chine et en Mongolie :
- Jean-Claude Gonzales, antérieurement en Pologne et ultérieurement au Canada
- Alain Rechner (2002-2006), antérieurement en URSS, Autriche, Tunisie et Maroc
- André de Bussy (2006-2009)
- Laurent Croset (2009-2013), antérieurement notamment en Hongrie et en Afrique du Sud
- Jean-Luc Tissier (2013-2017)
- Thierry Lasserre (2017, en fonction), antérieurement à la tête de l'Alliance française de Toronto.

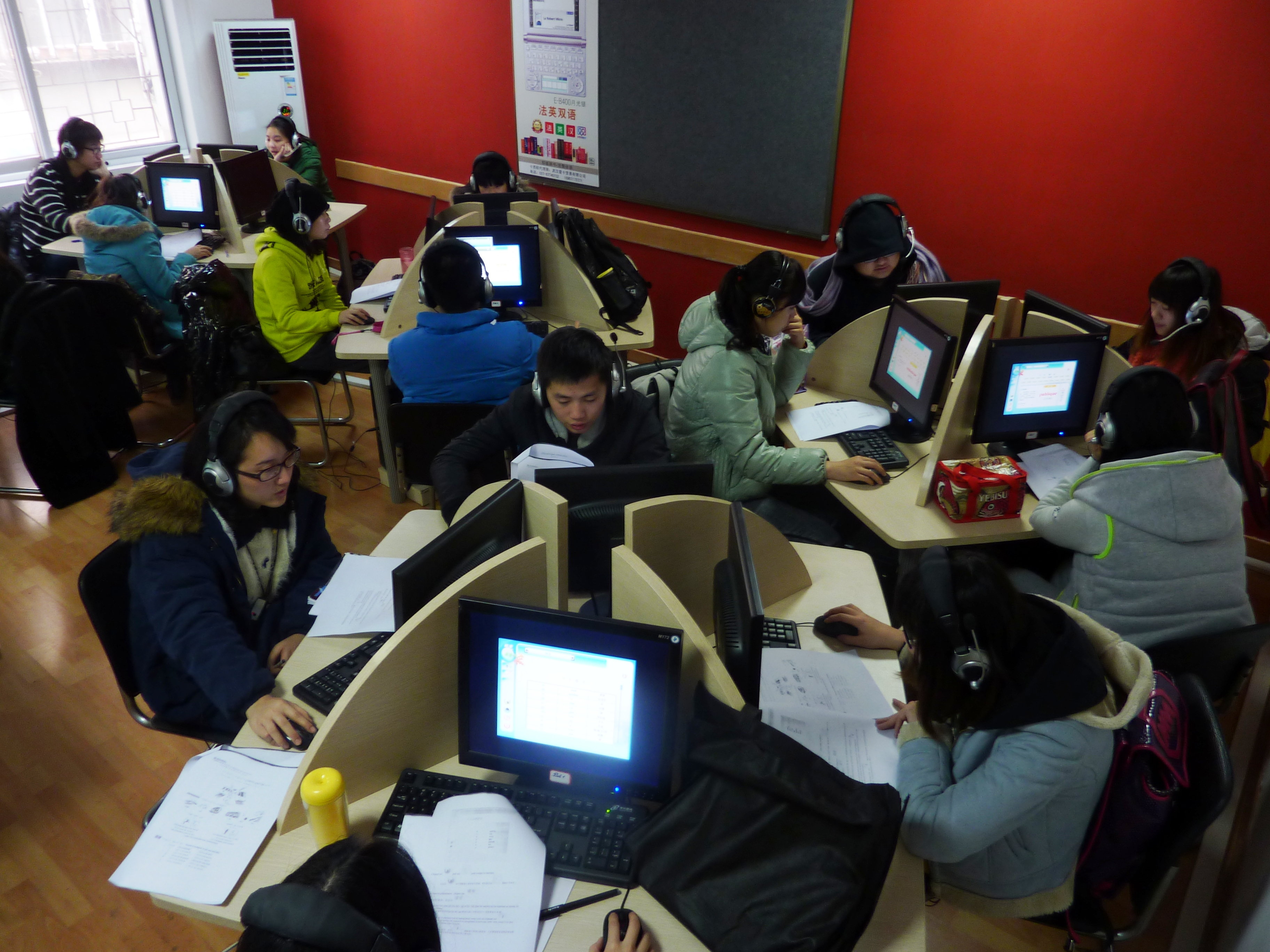
Alliance française de Wuhan

## Liste
En 2017, le réseau regroupe seize alliances françaises en Chine continentale auxquelles s'ajoutent celles d'Hong Kong, de Macao et de Taïwan :
- Alliance française de Canton (Guangzhou) en partenariat avec l'université Jinan
- Alliance française de Chengdu en partenariat avec l'université des sciences et technologies électroniques
- Alliance française de Chongqing en partenariat avec l'université des études internationales du Sichuan
- Alliance française de Dalian (Shenyang) en partenariat avec l'université des langues étrangères de Dalian
- Alliance française d'Hangzhou en partenariat avec l'université du commerce et de l'industrie du Zhejiang
- Alliance française d'Hong Kong
- Alliance française de Jinan en partenariat avec l'université du Shandong
- Alliance française de Kunming en partenariat avec l'université du Yunnan
- Alliance française de Macao
- Alliance française de Nankin en partenariat avec l'Université normale de Nankin
- Alliance française de Pékin en partenariat avec l'université des langues et cultures
- Alliance française de Shanghai en partenariat avec l'université du temps libre de Hongkou
- Alliance française de Taïwan (台灣法國文化協會) en partenariat avec l'université de Taipeh et l'université de Kaohsiung
- Alliance française de Wuhan en partenariat avec l'université de Wuhan
- Alliance française de Xi'an en partenariat avec l'université du Nord-Ouest
- Alliance française de Zhengzhou en partenariat avec l'université aéronautique de Zhengzhou